# Pedro Rodríguez de Miranda

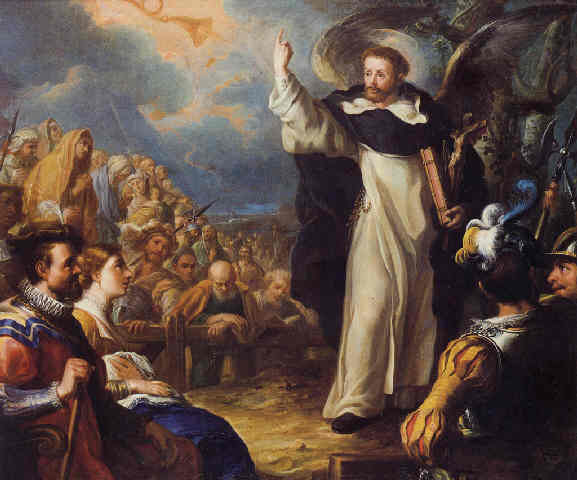
Predicación de san Vicente Ferrer, óleo sobre lienzo, colección particular (atribuido).

Pedro Rodríguez de Miranda (Madrid, 1696 o 1706-1766) fue un pintor barroco español, sobrino y discípulo de Juan García de Miranda.

## Biografía y obra
Hijo de Pedro Rodríguez y de Lorenza García de Miranda, se formó como pintor y restaurador con su tío, el pintor de Cámara Juan García de Miranda, con quien colaboró en la restauración de las pinturas dañadas en el incendio del Alcázar de Madrid en 1734 y permaneció a su lado hasta su muerte.
Continuador en fechas avanzadas de Luca Giordano y de los pintores del barroco final madrileño como Claudio Coello y Juan Carreño Miranda, compatibilizó la pintura historiada de asunto religioso con la pintura de paisaje, aprendida de los maestros flamencos del siglo anterior y, según Ceán Bemúdez, con la pintura de género al modo de los bamboccianti, que pintaba «con mucho gusto y verdad» y era coleccionada por el infante don Luis en sus palacios de Boadilla y Villaviciosa, la duquesa de Alba, el barón de Casa Davalillo y otros. También habría pintado mitologías y adornos para los coches de mano y carrozas, de los que incluso después de deshechos los coches se conservaban «con entusiasmo» los tableros, de todo lo cual únicamente parecen haber llegado tres pequeños paisajes en el Museo del Prado.
Protegido por el padre Aller de los Clérigos Regulares Menores, conocidos como los Caracciolos, y confesor del infante don Felipe, pintó para la sacristía de su desaparecido convento del Espíritu Santo en la carrera de San Jerónimo de Madrid dos cuadros de la fundación de la Orden ahora conservados en el Museo del Prado: El vicario general de la diócesis de Nápoles recibe los votos de los padres Francisco Caracciolo y Agustín Adorno y Aprobación de la Regla de los Clérigos Menores, ambos firmados y fechados en 1738. Se conservan en su lugar los cuatro cuadros de la Historia del profeta Elías que pintó en 1745 para la capilla de Santa Teresa en la iglesia de los carmelitas descalzos de San Hermenegildo, actual parroquia de San José, pintados, según Ceán, con acierto y corrección e integrados en uno de los conjuntos barrocos mejor conservados de Madrid.
En 1742 solicitó la futura de la plaza de pintor del rey que obtuvo dos años después. Falleció en Madrid, el 8 de marzo de 1766, y fue enterrado en la primitiva iglesia de San Martín, en la plazuela de las Descalzas Reales.